# Juan Foyth
Juan Marcos Foyth (La Plata, 1998. január 12. –) világbajnok argentin válogatott labdarúgó, a Villarreal játékosa.

## Pályafutása

### Klubcsapatokban

#### Estudiantes
Foyth támadó középpályásként kezdte karrierjét az argentin Estudiantes csapatában, és csak később, 16 éves korában vált belőle középhátvéd. Első profi szerződését 2017 januárjában írta alá a felnőtt csapattal, mely 2019 júniusáig szólt, azonban hét mérkőzéssel a háta mögött, egy év után eligazolt a Tottenhamhez.

#### Tottenham
2017. augusztus 30-án írta alá ötéves szerződését az angol klubbal, mely nyolcmillió fontot fizetett érte. Első mérkőzését 2017. szeptember 19-én játszotta, mely során a Barnsley ellen 1-0-ra nyertek a Ligakupában. A bajnokságban 2018 november 3-án mutatkozott be, a mérkőzésen 3-2-re győzték le a Wolves csapatát. Második mérkőzésén megszerezte első gólját is, a Crystal Palace ellen talált be, a meccsen 1-0-ra nyert a Tottenham. 2020 szeptemberében új szerződést kötött klubjával, majd kölcsönbe került a spanyol Villarreal csapatához.

### A válogatottban
Foyth bár Argentínában született, lengyel származású, így jogosult lett volna a lengyel válogatottat képviselni, ő azonban a dél-amerikai nemzeti csapat mellett döntött. Az U20-as argentin válogatottban 12 mérkőzést játszott, ebből kilencet a 2017-es Dél-amerikai Ifjúsági Tornán, hármat pedig a 2017-es U20-as világbajnokságon. Első mérkőzését a felnőtt válogatottban 2018. november 16-án játszotta Mexikó ellen, jó teljesítményének köszönhetően pedig behívták a 2019-es Copa Américára. A tornán a harmadik helyet sikerült elérniük.
Bekerült a katari 2022-es labdarúgó-világbajnokságon résztvevő 26 fős keretbe. Az elődöntőben  Nahuel Molinát váltotta, amikor Argentína 3–0-ra legyőzte Horvátországot.

## Statisztika

### Klubcsapatokban
2022. november 9-i adatok alapján.
| Klub                    | Szezon           | Bajnokság        | Bajnokság | Bajnokság | Nemzeti kupa | Nemzeti kupa | Ligakupa | Ligakupa | Nemzetközi | Nemzetközi | Összesen | Összesen |
| Klub                    | Szezon           | Bajnokság neve   | Mérk.     | Gól       | Mérk.        | Gól          | Mérk.    | Gól      | Mérk.      | Gól        | Mérk.    | Gól      |
| ----------------------- | ---------------- | ---------------- | --------- | --------- | ------------ | ------------ | -------- | -------- | ---------- | ---------- | -------- | -------- |
| Estudiantes             | 2016–17          | Primera División | 7         | 0         | 0            | 0            | —        | —        | 2          | 0          | 9        | 0        |
| Estudiantes             | Összesen         | Összesen         | 7         | 0         | 0            | 0            | 0        | 0        | 2          | 0          | 9        | 0        |
| Tottenham Hotspur       | 2017–18          | Premier League   | 0         | 0         | 5            | 0            | 2        | 0        | 1          | 0          | 8        | 0        |
| Tottenham Hotspur       | 2018–19          | Premier League   | 12        | 1         | 2            | 0            | 1        | 0        | 2          | 0          | 15       | 1        |
| Tottenham Hotspur       | 2019–20          | Premier League   | 4         | 0         | 0            | 0            | 0        | 0        | 3          | 0          | 7        | 0        |
| Tottenham Hotspur       | Összesen         | Összesen         | 16        | 1         | 7            | 0            | 3        | 0        | 6          | 0          | 32       | 1        |
| Villarreal (kölcsönben) | 2020–21          | La Liga          | 16        | 0         | 4            | 0            | 0        | 0        | 12         | 1          | 32       | 1        |
| Villarreal (kölcsönben) | Összesen         | Összesen         | 16        | 0         | 4            | 0            | 0        | 0        | 12         | 1          | 32       | 1        |
| Villarreal              | 2021–22          | La Liga          | 25        | 1         | 2            | 0            | 0        | 0        | 10         | 0          | 37       | 1        |
| Villarreal              | 2022–23          | La Liga          | 4         | 0         | 1            | 0            | 0        | 0        | 1          | 0          | 6        | 0        |
| Villarreal              | Összesen         | Összesen         | 29        | 1         | 3            | 0            | 0        | 0        | 11         | 0          | 43       | 1        |
| Karrier összesen        | Karrier összesen | Karrier összesen | 68        | 2         | 14           | 0            | 3        | 0        | 31         | 1          | 116      | 3        |

### A válogatottban
2022. december 13-i adatok alapján.
| Válogatott | Év       | Mérk. | Gól |
| ---------- | -------- | ----- | --- |
| Argentína  | 2018     | 1     | 0   |
| Argentína  | 2019     | 9     | 0   |
| Argentína  | 2020     | 1     | 0   |
| Argentína  | 2021     | 2     | 0   |
| Argentína  | 2022     | 4     | 0   |
| Összesen   | Összesen | 17    | 0   |

## Sikerei, díjai

### Klubcsapatokkal
Tottenham Hotspur
- UEFA-bajnokok ligája-döntős: 2018-19

 Villarreal
- Európa-liga: 2020–21

### A válogatottal
Argentína
- Finalissima: 2022
- Labdarúgó-világbajnokság: 2022